# Distretto di Khuan Khanun
Il distretto di Khuan Khanun (in thailandese: ควนขนุน) è un distretto (amphoe) della Thailandia, situato nella provincia di Phatthalung.